# Наберите 1119
«Наберите 1119», другой перевод названия «Звонить 1119» (англ. Dial 1119) — фильм нуар режиссёра Джеральда Майера, который вышел на экраны в 1950 году.
Фильм рассказывает о сбежавшем убийце (Маршалл Томпсон), который берёт в заложники посетителей бара, чтобы отомстить психиатру, благодаря свидетельству которого он оказался в тюремной психиатрической лечебнице.
Картина относится к категории нуаров с заложниками наряду с такими фильмами, как «Окаменелый лес» (1936), «Тёмное прошлое» (1948), «Доля секунды» (1953) и «Часы отчаяния» (1955).
Большинство современных критиков высоко оценило мастерство режиссёра Джеральда Майера и его команды, которым удалось создать захватывающий фильм на сравнительно скромном бюджете.
Телефонный номер «1119» служил в то время единым номером экстренных служб.

## Сюжет
Молодой, опрятный, погружённый в себя Гюнтер Вайкофф (Маршалл Томпсон), который сбежал из больницы штата для психических больных преступников, направляется на автобусе в город Терминал-сити. Во время короткой остановки в пути он крадёт пистолет водителя автобуса, который тот оставил без присмотра в своей кабине. По прибытии в Терминал-сити, когда водитель требует вернуть оружие, Вайкофф хладнокровно убивает его, а затем, воспользовавшись суматохой, растворяется в толпе. Зайдя в здание городского дворца правосудия, Вайкофф находит там кабинет полицейского психолога, доктора Джона Д. Фэрона, однако в связи с окончанием рабочего дня того уже нет на месте. Вайкофф направляется по домашнему адресу Фэрона, но его нет и там. Тогда Вайкофф заходит в бар «Оазис» на противоположной стороне улицы, рассчитывая дождаться там возвращения Фэрона. В «Оазисе» бармен Чаклз (Уильям Конрад) налаживает новый крупноформатный телевизор, включая его в тот момент, когда передают новости о побеге опасного психически больного заключённого. Никто из посетителей не обращает внимание на репортаж, однако по показанной фотографии Чаклз сразу же узнаёт Вайкоффа, после чего пытается достать спрятанный под барной стойкой пистолет, однако Вайкофф внимательно следит за ним. Тогда Чаклз заходит в будку телефона автомата, набирая номер экстренных служб «1119», и в этот момент Вайкофф стреляет в него, убивая на месте. Выстрел вызывает переполох, и Вайкофф под угрозой оружия заставляет всех, кто находится в баре, сесть за один столик в углу. В баре оказывается пятеро человек, среди них официант Скип (Киф Брасселл), который взволнован скорыми родами жены, неунывающая завсегдатая Фредди (Вирджиния Филд), немолодой репортёр местной газеты Харрисон Д. Барнс (Джеймс Белл), который устал от газетной рутины и решил уволиться, а также женатый бизнесмен средних лет Эрл (Леон Эймс), который собрался провести выходные со своей 24-летней секретаршей Хелен (Андреа Кинг), и зашёл в бар выпить с ней в ожидании поезда.
Выстрел Вайкоффа и крик Хелен слышит супружеская пара на улице, которая сообщает об этом полицейскому. Когда тот направляется через улицу к бару, Вайкофф разбивает витрину и стреляет в полицейского, раня его в ногу. Укрывшись за стеной здания, коп срочно вызывает подкрепление, и на место пребывают несколько полицейских машин, а также капитан полиции Генри Кивер (Ричард Робер), который берёт на себя руководство дальнейшими действиями. Тем временем, вокруг осаждённого бара собирается толпа зевак, а несколько минут спустя подъезжает съёмочная группа телевидения, устанавливая камеру на крышу своего автобуса перед самым баром и начиная вести трансляцию происходящего в прямом эфире. Вайкофф звонит в ближайшую аптеку, требуя, чтобы Кивера подозвали к телефону. Он даёт капитану 25 минут, оставшиеся до 9 часов вечера, чтобы тот нашёл и доставил в бар Фэрона, в противном случае угрожая убить заложников. Люди в баре, каждый по-своему, пытаются повлиять на Вайкоффа, однако преступник никак не реагирует на их обращения.
Наконец, Фэрон (Сэм Левин) возвращается домой, и, увидев толпу вокруг бара, подходит к Киверу. Узнав, что в баре находится Вайкофф, Фэрон вызывается немедленно пройти к нему, уверяя капитана, что он единственный человек, которому Вайкофф доверяет. Три года назад за жестокое преступление Вайкофф был приговорён к смертной казни, однако благодаря психиатрическому заключению Фэрона, суд признал Вайкоффа невменяемым и направил на принудительное лечение в больницу. Капитан вёл дело Вайкоффа и считает, что лучше бы того казнили, тогда он не убил бы сегодня двух человек. Кивер не пускает Фэрона в бар, так как это слишком опасно, разрешая только позвонить по телефону, однако Вайкофф не отвечает на звонок. Тем временем Кивер готовит операцию, давая команду спустить по вентиляционному каналу в бар полицейского, который застрелил бы Вайкоффа. В баре Вайкофф рассказывает заложникам, что во время войны был героем, где научился убивать. В этот момент он замечает, что с вентиляцией что-то происходит, и дважды стреляет в трубу, тяжело раня пробирающегося по ней копа. Вайкофф включает телевизор, где видит, как Кивер спорит с Фэроном, в итоге не разрешая ему пройти в бар для разговора с преступником. Тогда Харрисон уговариает Вайкоффа дать ему возможность позвонить главному редактору своей газеты, который мог бы повлиять на решение Кивера и пропустить Фэрона в бар. Однако редактор не берёт трубку.
Когда до девяти часов остаётся лишь две минуты, капитан готовит штурм, а Фэрон незаметно для него выходит за полицейское ограждение и заходит в бар. Увидев его, Вайкофф заявляет, что вернулся в Терминал-Сити специально, чтобы убить его, потому что из-за него страдал последние три года своей жизни, и больше не допустит повторения этого. Фэрон убеждает Вайкоффа прекратить убивать, а затем дезавуирует его бредовые идеи, заявляя, что тот никогда не воевал, так как не прошёл медкомиссию, и просто убедил себя в том, что он солдат, который воюет на воображаемой войне, так как солдаты — это единственные люди, которые могут убивать, и это не считается преступлением. Слова Фэрона оказывают влияние на Вайкоффа, который теряется и начинает отступать, но затем, не будучи в состоянии выдержать напор аргументов Фэрона, стреляет в психиатра, убивая его. Когда через минуту звонит телефон, Скип, который ожидает известий из роддома, срывается с места и бросается на Вайкоффа, успевая схватиться за пистолет. Одновременно полиция приводит в действие взрывчатку, которую закреплена на двери в бар, и отключает свет. Воспользовавшись возникшей неразберихой, Фредди, которая увидела пистолет под стойкой, выхватывает его и стреляет в Вайкоффа. Раненый преступник выходит из бара, где его шквальным огнём расстреливают полицейские снайперы.
Жизнь быстро возвращается в привычное русло. Скип по телефону узнаёт, что его жена родила мальчика. Харрисон, минуя городского редактора, связывается с исполнительным редактором корпорации, и начинает диктовать репортаж. Хелен отказывается от поездки с Эрлом и возвращается домой к больной матери, после чего Эрл приглашает Фредди. А капитан Кивер, склонившись над телом Фэрона, произносит: «Как далеко человек может пойти, чтобы доказать свою правоту».

## В ролях
- Маршалл Томпсон — Гюнтер Вайкофф
- Вирджиния Филд — Фредди
- Андреа Кинг — Хелен
- Сэм Левин — доктор Джон Д. Фэрон
- Леон Эймс — Эрл
- Киф Брасселл — Скип
- Ричард Робер — капитан Генри Кивер
- Джеймс Белл — Гаррисон Д. Барнс
- Уильям Конрад — Чаклз, бармен
- Ричард Симмонс — диктор на телевидении
- Хэл Бэйлор — лейтенант «Уайти» Тэллман

## Создатели фильма и исполнители главных ролей
Режиссёр фильма Джеральд Майер был племянником многолетнего влиятельного главы студии Metro-Goldwyn-Mayer Луиса Б. Майера, и это был его первый полнометражный фильм. Всего в течение семи лет Джеральд Майер поставил семь художественных фильмов, среди них фильм нуар «Распродажа» (1952) и социальная мелодрама «Яркая дорога» (1953), после чего перешёл на телевидение, где до 1985 года поставил эпизоды десятков сериалов, среди которых «Миллионер» (1956-58, 22 эпизода), «Человек с камерой» (1958-59, 11 эпизодов), «Перри Мейсон» (1960, 2 эпизода), «Асфальтовые джунгли» (1961, 6 эпизодов), «Бреннер» (1959-64, 9 эпизодов), «Беглец» (1966-67, 5 эпизодов), «Миссия невыполнима» (1969-70, 4 эпизода), «Мэнникс» (1967-72, 13 эпизодов), «Доктор Саймон Локк» (1971-75, 26 эпизодов) и многих других.
В 1940-е годы Маршалл Томпсон сыграл свои самые заметные роли в мелодрамах «Часы» (1945) и «Галантная Бесс» (1946), а также в военных драмах «Они были незаменимыми» (1945), «Командное решение» (1948) и «Поле битвы» (1949). В 1950-е годы Томпсон запомнился по фильмам нуар «Загадочная улица» (1950) и «Побег из тюрьмы» (1955), вестерну «Врата дьявола» (1950), военной драме «Назад и в ад» (1955) и фантастическому фильму «Оно! Ужас из космоса» (1958). По мнению историка кино Гленна Эриксона, в 1940-50-е годы Томпсон «мог бы достичь таких же больших высот, как и Вэн Джонсон, но крушение контрактной системы отправило его, как и большинство других молодых актёров в менее чарующий мир телевидения», где его самой значительной работой стала главная роль доктора Трейси в 89 эпизодах телесериала о работе центра по уходу за животными в Африке «Дактари» (1966-69).
По словам Эриксона, «самой большой знаменитостью на съёмочной площадке был звезда бродвейского спектакля „Парни и куколки“ (1950-53) Сэм Левин», который был также успешным характерным актёром нуарового жанра, сыграв в фильмах «Убийство на Центральном вокзале» (1942), «Убийцы» (1946), «Перекрёстный огонь» (1947), «Бумеранг!» (1947), «Грубая сила» (1947), «Виновный свидетель» (1950), а позднее — «Сладкий запах успеха» (1957) и «И правосудие для всех» (1979). Как отмечает Эриксон, «интересный актёр Ричард Робер имел все основания для звёздной карьеры, однако он погиб в автокатастрофе через два года после съёмок в этом фильме». Свои наиболее памятные роли Робер сыграл в вестерне «Сьерра» (1950), фильмах нуар «Дело Тельмы Джордон» (1950), «Ответный огонь» (1950), «Высокая цель» (1951) и «Колодец» (1951).
Английская актриса Вирджиния Филд в 1936 году переехала в Голливуд, где стала играть характерные роли в криминальных комедиях, таких как «Думай быстро, мистер Мото» (1937), «Чарли Чен в Монте-Карло» (1937) и «Мистер Мото берёт отпуск» (1939), мелодраме «Мост Ватерлоо» (1940), а также в фильмах нуар «Повторное исполнение» (1947) и «Свидание с тенью» (1958). Андреа Кинг сыграла свои наиболее памятные роли в фильме ужасов «Зверь с пятью пальцами» (1946), фильмах нуар «Розовая лошадь» (1947), «Человек, которого я люблю» (1947) и «Саутсайд 1-1000» (1950), фантастическом фильме «Красная планета Марс» (1952), а в 1960-70-х годов стала работать главным образом на телевидении.

## История создания фильма
Как отмечает историк кино Гленн Эриксон, к началу 1950-х годов производство таких дорогостоящих фильмов, как «Американец в Париже» (1951) привело к тому, что студии, чтобы сбалансировать свой бюджет, заставляли других продюсеров создавать свои фильмы на мизерные средства. Результатом такой политики стал «этот плотный маленький саспенс-фильм, который использует только пару декораций и услуги тех контрактных актёров, которые работают на студии на постоянном окладе».
Согласно «Голливуд репортер» от сентября 1949 года, картина, бюджет которой составил 400—500 тысяч долларов, был первой низкобюджетной картиной категории А, которая вышла на студии Metro-Goldwyn-Mayer, после того, как в качестве главы студии Луиса Б. Майера сменил Дор Шари.
Рабочими названиями этого фильма были «Жестокий час» и «Противостояние».
Указанный в названии фильма телефонный номер «1119» служил в 1950-е годы для вызова экстренных служб и является аналогом нынешнего телефонного номера «911».

## Оценка фильма критикой

### Общая оценка фильма
После выхода на экраны фильм не привлёк особого внимания критики, однако многие современные историки кино проявили к нему интерес, отметив его новаторские черты в плане разработки темы заложников. В частности, киновед Майкл Кини назвал картину «полным саспенса новаторским фильмом, который содержит интересные сходства с современными фильмами о заложниках». В частности, в нём есть такие характерные моменты, как «жадные до новостей телерепортёры и освещение ими кризисной ситуации в прямом эфире, переговоры об освобождении заложников, спор относительно того, проводить ли штурм или уговорить киллера выйти, мороженщик на грузовичке, который продаёт свою продукцию любопытным любителям пощекотать нервы, и убийца, наблюдающий за событиями, хотите верьте-хотите нет, через проекционный телеэкран на стене бара размером 3 на 4 фута (это в 1950 году!)».
Дэвид Хоган отмечает, что «новый глава производства Metro-Goldwyn-Mayer Дор Шари насолил своему предшественнику Луису Б. Майеру, сделав этот нервный, низкобюджетный триллер о заложниках со значительными нуаровыми обертонами, что совершенно не совпадает с прежним каноном работ студии». Киновед Хэл Эриксон охарактеризовал фильм как «тревожные 75 минут достойного развлечения», а Джефф Стаффорд отметил, что это «напряжённый, полный саспенса фильм категории В, который выделяется чёткой чёрно-белой операторской работой Пола С. Вогела и отличным актёрским ансамблем, включающим Вирджинию Филд, Андреа Кинг, Леона Эймса, Кифа Брасселла и Уильяма Конрада».
По мнению историка кино Крейга Батлера, «совершенно ясно, что фильм планировался как напряжённая, захватывающая драма с заложниками. Но самые лучшие намерения не всегда удаются, и то, чем фильм в итоге оказывается, это временами напряжённая, временами скучная драма с заложниками». В итоге Батлер пришёл к заключению, что «фильм заслуживает просмотра, особенно поклонниками нуаровых фильмов того времени, но это не настолько увлекательный триллер, как хотелось бы». Гленн Эриксон в свою очередь назвал фильм «низкобюджетной картиной MGM, которая напоминает растянутую до короткого полнометражного фильма одноактную пьесу». Он полагает, что «фильм напоминает типичную телепродукцию, которая стала появляться несколько лет спустя», однако для своего времени этот фильм «был довольно оригинальным». Далее Эриксон обращает внимание на то, что фильм «грамотно снят» и «необычно жесток для продукции MGM», в частности, в сценах, когда «Гюнтер Вайкофф убивает четырёх человек из пистолета 45 калибра, троих из них — в упор». При этом сцена последнего убийства стала, вероятно, «жертвой Производственного кодекса, так как сразу после того, как Гюнтер нажимает на спусковой крючок, камера уходит в сторону от предположительно окровавленного трупа и больше его не показывает».

### Оценка работы режиссёра и творческой группы
Как отмечает Стаффорд, «если сюжет фильма покажется знакомым, то это потому, что его много раз копировали другие кинематографисты, хотя ни один из них не может сравниться по силе воздействия с этим фильмом». Критик напоминает, что сходный сюжет можно увидеть в фильме «Когда ты вернёшься, Красный всадник?» (1979), где Марджо Гортнер терроризирует клиентов придорожной закусочной, а также в независимом фильме «Обезглавленное тело в стриптиз-баре» (1996), который снимался в Нью-Йорке, и даже в режиссёрском дебюте Кевина Спейси «Альбино Аллигатор» (1997), главные роли в котором исполнили Мэтт Диллон, Гэри Синиз и Уильям Фихтнер, где заложников держат в баре в Новом Орлеане.
Как отмечает Хоган, «фильм имеет простую сюжетную основу, которая разрабатывается лаконично, без претензий и ненужных побочных вопросов». По мнению киноведа, «несколько вещей выделяют фильм. Во-первых, это приятная экономичность. Все экстерьеры снимались в павильоне студии, где звук и особенно создание эффекта ночного освещения находились под чётко выверенным контролем. В итоге достигается характерный для театра туманно искусственный эффект, и это хорошо, потому что сюжетная основа картины напоминает театральную пьесу — в ней мало двигательной активности действующих лиц, а центральная ситуация необычайно напряжена в эмоциональном плане с уникальном проработанными мотивациями и реакциями каждого из персонажей». Во-вторых, Хоган отмечает, что «режиссёр Джеральд Мейер смог мастерски сделать фильм по сути в двух декорациях — бар и улица снаружи — чередуя кадры и перемещая камеру с эффективной точностью, что позволяет передавать значительную часть истории визуальными средствами». В-третьих, «сценарист Джон Монкс-младший, переложивший рассказ Хью Кинга и Дона Макгуайра, создал персонажи, которые достаточно „шаблонны“, чтобы каждого из них можно было легко понять, но при этом практически у каждого из них был свой сюрприз». С другой стороны, по мнению Батлера, «от сценария можно было ожидать большего, так как местами он слишком лаконичен, и у него то и дело возникают проблемы с правдоподобием».
Многие критики отмечают, что это первый полнометражный и самый лучший фильм Джеральда Майера в его карьере. Хэл Эриксон, в частности, пишет, что «племянник Луиса В. Майера Джеральд показал себя как способный режиссёр с этим триллером категории В на студии MGM». По его мнению, Майер «крепко ставит этот фильм с отличными актёрами второго плана, среди которых выделяются Андреа Кинг и Уильям Конрад».
Как отмечено на сайте Американского института киноискусства, «современные критики также обратили внимание на то центральное место, которое в фильме уделено телевизору, а также на ту важную роль, которую он играет в развитии истории. Телевизионное вещание, которое в 1950 году было новшеством для большей части страны, вызывало как восхищение своей способностью освещать важные события в прямом эфире, так и мягко критиковалось за неинтересные программы». Наряду с другими киноведами Гленн Эриксон отметил, что «сценарий фильма содержит немного неприятной критики в отношении телевидения. В частности, в баре, где установлен большой телевизор, бармен проклинает его за плохой приём и глупые передачи». Кроме того, «трансляция происходящего в прямом эфире едва не выдаёт преступнику план полиции почти также, как это было в фильме „Крепкий орешек“ 38 лет спустя». И, наконец, «телерепортёр провоцирует панику среди зевак, чтобы „шоу“ смотрелось более увлекательно». В своей рецензии газета «Нью-Йорк Таймс» приводит цитату из фильма, где бармен, смотря скучный матч по реслингу, говорит, что телевизор «обошёлся ему в 1400 долларов и породил проблем больше, чем его цена».

### Оценка актёрской игры
Критики обратили значительное внимание на актёрскую игру в этом фильме, особенно, на Маршалла Томпсона в центральной роли безумного убийцы. Так, Джефф Стаффорд полагает, что «самая главная причина посмотреть фильм — это Томпсон, к которому в первой половине его кинокарьеры прилип стереотип здорового, американского парня из соседнего дома». Однако, по словам киноведа, «как доказывает этот фильм, Томпсон безусловно был способен играть и более сложные роли, а в 1964 году он даже поставил фильм „Янки во Вьетнаме“, который, вероятно, был первым фильмом о тех проблемах, которые привели к участию США во Вьетнамской войне». Как заключает Стаффорд, те многочисленные современные зрители, которые «помнят Томпсона прежде всего по роли доброжелательного ветеринара доктора Марша Трейси в телесериале „Дактари“ (1966-69), наверняка, получат удовольствие от его игры в этом фильме». Дэвид Хоган считает, что Томпсон, «который заявил о себе в середине 1940-х годов, обычно играя роли милых молодых парней, совершает здесь потрясающий и художественно успешный переворот». По мнению Хогана, «играя без аффектации, притуплено и статично, он скорее выступает как воплощение силы природы, чем как живой человек. Его нельзя урезонить, его нельзя обольстить и его нельзя напугать». Его персонаж «смотрит на мир категорично и убивает без сожаления. И при этом в нём ощущается странное зловещее упорство». Кини также считает, что «Томпсон убедителен в роли психа, который преследует личные цели», а Гленн Эриксон отмечает, что «Томпсон — это не Джеймс Дин, и потому хорош, но не более того, в роли „немотивированного“ убийцы». С другой стороны, неоднозначно оценивший картину Батлер считает, что «вина за её слабые стороны во многом лежит на Томпсоне». Критик напоминает, что Томпсон, который «начинал с амплуа свежевымытого соседского мальчика и обычно играл хороших, порядочных людей, здесь был смело взят на роль вопреки сложившемуся амплуа. Он не плох, но он и не обеспечивает то давящее присутствие, которого требует его роль. Нужен такой актёр, у которого даже молчание кричит об угрозе. А когда молчит Томпсон, он просто отсутствует».
Другие актёры получили преимущественно позитивные оценки за свою работу. В частности, Хоган отметил Леона Эймса в роли хвастливого женатого бизнесмена среднего возраста, который проводит первую часть истории за откровенным ухаживанием за своей секретаршей, которую он подталкивает к тому, чтобы сбежать и совместно провести уик-энд. Как пишет Хоган, «старый повеса подаёт себя девушке как человек, который решительно берёт на себя ответственность и, смеясь, преодолевает любые препятствия». Естественно ожидаешь того, что «при столкновении с убийцей этот человек растает как желе или даже хуже того, однако он сохраняет спокойствие и лишь немного нервничает. Вероятно, дело в том, что он и не хорош, и не плох и не безнадёжен — он просто настолько погружён в себя, что эта погружённость не даёт ему осознать возможность того, что он может и не выйдет отсюда живым». По мнению Хогана, заслуживает также внимания работа Вирджинии Филд, которая «разрушает стереотип пьющей девушки из бара. Вместо поношенной и распутной пьяницы, которых мы видели столь много раз, она красива, определённо очаровательна и очень забавна, развлекая себя и других. Убийца пугает её до смерти, но она не выглядит как трагическая фигура и не сожалеет о том, что оказалась в опасности. Она просто любит много выпить». Хоган также отмечает «красивого, очень многообещающего (вплоть до своей трагической гибели два года спустя) исполнителя главных ролей Ричарда Робера, который играет полицейского детектива, руководящего операцией по спасению заложников. Как персонаж, он очень приятен, потому что он гибок, изобретателен и способен к импровизации. Если один его приём не срабатывает, он пробует следующий. По мере того, как обстоятельства меняются внутри бара, ход его мысли также меняется».